# Базавлук (острів)
Базавлу́к — у давнину острів на Дніпрі у гирлі річок Базавлук, Підпільна і Скарбна, навпроти нинішньої дамби (споруда #8), між селами Грушівка та Покровське. Формою нагадував прямокутний трикутник, катети якого мали 2 км завдовжки. Територія острова відкрилася у липні 2023 року, після знищення греблі Каховської ГЕС російськими загарбниками під час повномасштабного вторгнення.

## Назва
Етимологія назви належить до чітко не з'ясованих. Дехто з дослідників назву виводить від тюркських *bazuk, *buzuk (тур. Bazyk) «зіпсована вода». Назва утворилася за допомогою тюркського форманта *lyk.

## Історія
У 1593—1638 роках на Базавлуці перебувала Запорізька Січ (Базавлуцька Січ). Тривалий час дослідники помилково пов'язували Базавлук з історією Чортомлицької Січі (1652—1709). Іноземні дослідники Бартош Папроцький, Еріх Лясота і Гійом Левассер де Боплан наприкінці XVI — першій половині XVII століття описали його розташування, особливості рельєфу й природного середовища. У XX столітті про Базавлук писали Дмитро Яворницький, Адріан Кащенко та ін.
У XIX — на початку XX століття значна частина Базавлуку була зруйнована весняними повенями Дніпра.